# Ngga Pilimsit
Der Ngga Pilimsit (früher Idenburg Top) ist ein 4717 m hoher Berg im indonesischen Teil der Insel Neuguinea (Provinz Papua Tengah), er ist Teil der Sudirman Range im westlichen Maokegebirge. 

## Geographie
Der Ngga Pilimsit liegt etwa 12 Kilometer nordwestlich des höchsten Berges von Ozeanien, der 4884 m hohen Carstensz-Pyramide. In der Mitte zwischen den beiden Bergen befindet sich der Tagebau der Grasberg-Mine, die größte Gold- und Kupfermine der Welt. 
Alle hohen Berge Neuguineas waren bis vor wenigen Jahrzehnten vergletschert, am Ngga Pilimsit waren die Gletscher bis zum Jahr 2003 vollständig abgetaut.

## Alpinismus
Im Jahr 1962 kurz vor der Besetzung Westneuguinea durch indonesische Truppen organisierte Heinrich Harrer eine kleine internationale Expedition zur Erstbesteigung der Carstensz-Pyramide. Im Anschluss an diesen Erfolg (13. Februar 1962) bestiegen Harrer und der Neuseeländer Phil Temple noch weitere Berge in der Region, dabei gelang ihnen ohne größere Schwierigkeiten auch die Erstbesteigung des Ngga Pilimsit. Diesen hielten sie damals für den zweithöchsten Berg Neuguineas. Heute ist bekannt, dass es dort mehrere höhere Gipfel gibt; der Ngga Pilimsit wird heute als der fünfthöchste Berg Neuguineas betrachtet.